# 神風

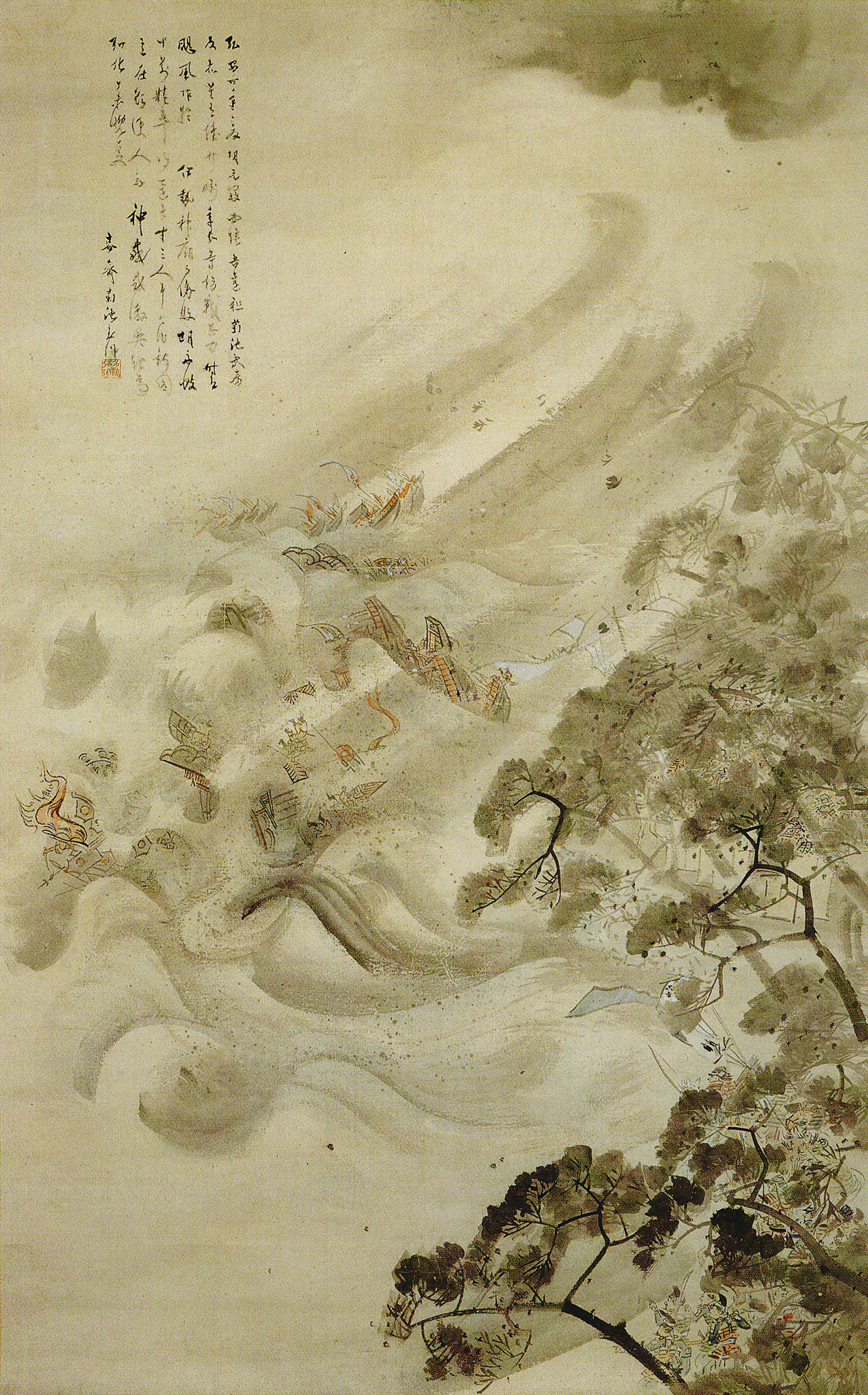
神風、モンゴル艦隊が破壊された。菊池容斎（1847年）

神風（かみかぜ、しんぷう、かむかぜ）は神道用語。神の威力によって吹く強い風を意味する。
古くは日本書紀の垂仁紀において、「神風（かむかぜ）の伊勢の国は常世の波の敷浪の帰する国なり。この国に居らむと思ふ」という倭姫命（ヤマトヒメノミコト）が天照大神から受けた神託などに登場する。「神風の」は伊勢にかかる枕詞である（「神風や」は伊勢神宮に関係の深い五十鈴川などにもかかる）。

## 和歌
古くは『万葉集』に神風について記述したものが見られ、例として、巻第二163番には大来皇女の歌として、「神風の 伊勢の国にも あらましを 何しか来けむ 君もあらなくに」や同巻199番には柿本人麻呂の歌として、敵軍に神風が吹いて混乱させる旨の内容が記述されていることから、奈良時代の時点で軍事で神風が吹くといった考え方があったことがわかる。

## 元寇での暴風雨

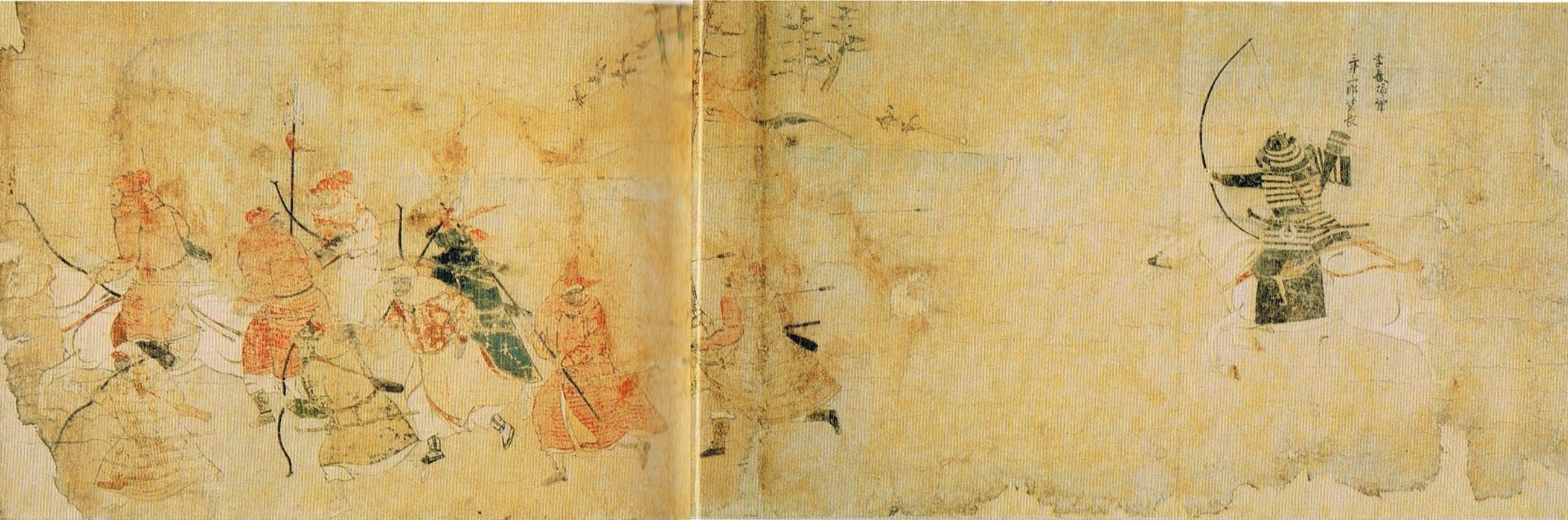
『蒙古襲来絵詞』 前巻【絵六】。一時期、日本が元軍を撃退できた要因は「神風」と呼ばれる暴風雨であったとされた。

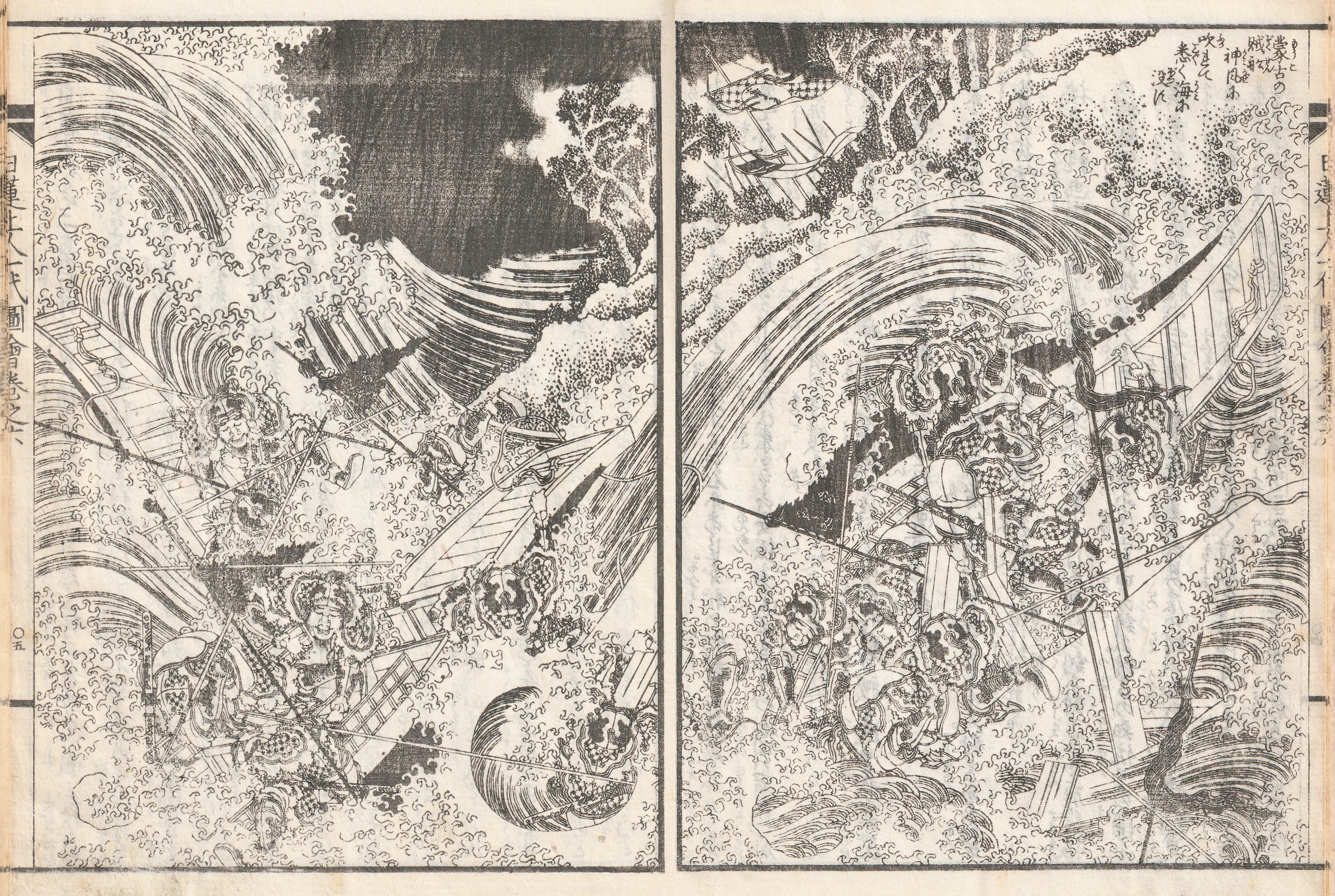
神風によって海没する元軍。葛飾為斎・画

文永・弘安の役での2度にわたる元寇で元軍に大損害を与えた暴風雨のこと。
中国大陸・朝鮮半島をほぼ制圧した元は、日本に対して元の属国となって朝貢することを迫った。
この要求を時の鎌倉幕府執権・北条時宗が拒絶したところ、1274年（文永10年）と1281年（弘安4年）の二度にわたり武力併合を行なうべく、征服併合した高麗らの軍勢を従えて大船団で日本本土に攻め寄せた（元寇）。
元寇の第一回目の文永の役では、元側の史料『高麗史』によると、博多湾から上陸した元軍は日本軍の激しい抵抗を受け、副司令官である左副元帥・劉復亨が負傷するなど苦戦したため、元軍総司令官である都元帥・忽敦（クドゥン）は「孫子の兵法に『小敵の堅は、大敵の擒なり』とあって、少数の兵（元軍）が力量を顧みずに頑強に戦っても、多数の兵力（日本軍）の前には結局捕虜にしかならないものである。疲弊した兵士を用い、日増しに増える敵軍と相対させるのは、完璧な策とは言えない。撤退すべきである」と述べ、元軍は撤退することに決したとされる。危険な夜間の撤退を強行した元軍はその撤退道中に暴風雨に遭い、朝鮮半島の合浦に帰還した時には、13,500余人の不帰還者を出していた。
二回目の元寇・弘安の役では、元軍は日本軍の猛攻（志賀島の戦い・壱岐島の戦い・鷹島沖海戦）で苦戦を強いられ、二ヶ月近く海上に停滞していたまま台風に遭い、大損害を出して混乱したところを日本軍の総攻撃を受けて、壊滅した（御厨海上合戦・鷹島掃討戦）。元軍の捕虜は2、3万にも達した。

## 神風連の乱

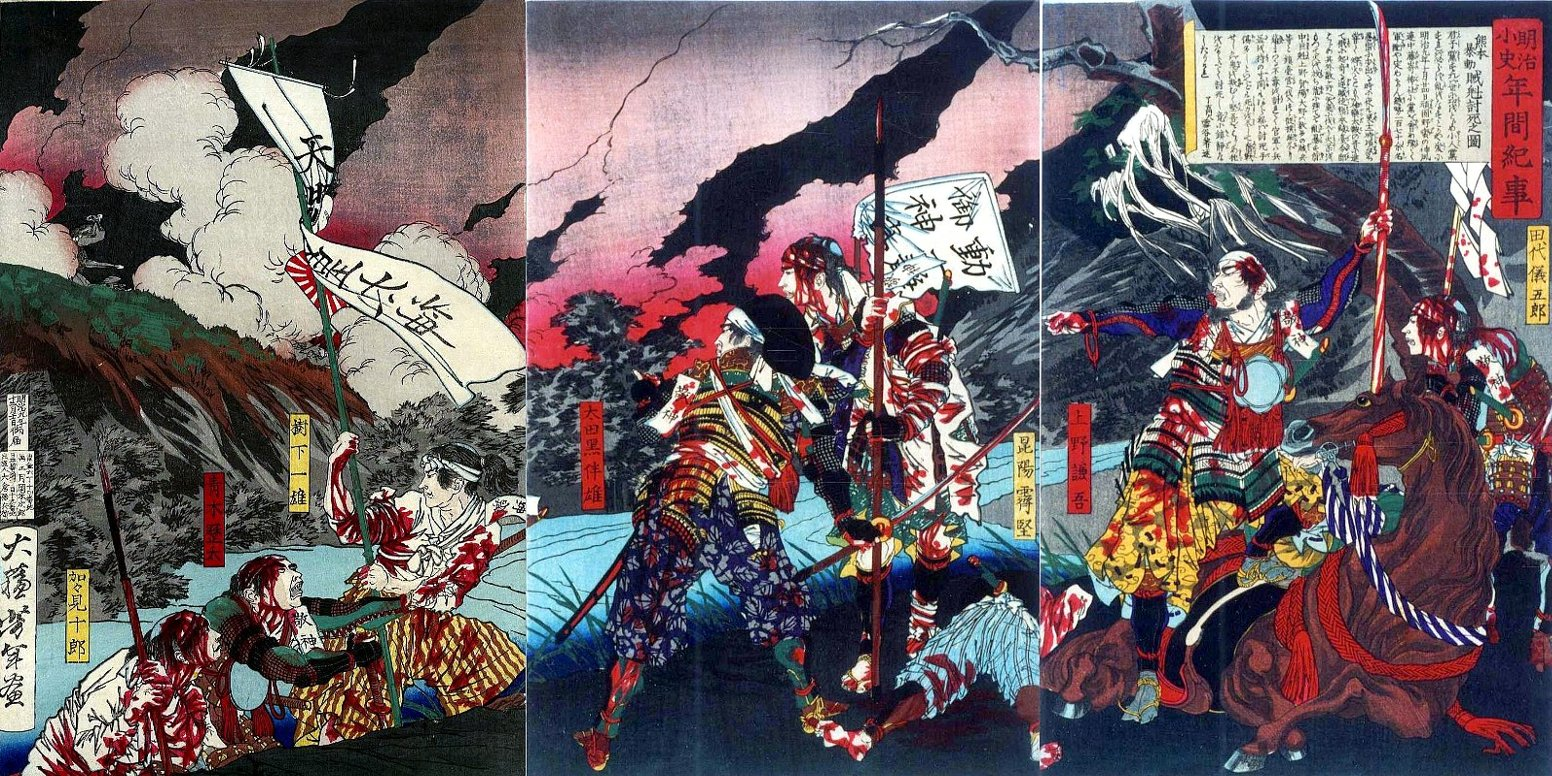
神風連の乱を描いた「熊本暴動賊魁討死之図」

1876年（明治9年）に熊本鎮台で起きた、明治政府への士族反乱。神風連（しんぷうれん）の変と呼ぶこともある。「連」というのは熊本で言う郷党組織の事。詳しくは神風連の乱参照。
神風連は政府の開明政策に反対する復古主義、排外主義を主張しており、国粋主義的な思想背景を持っていた。神風連（敬神党）の名は神道の信仰に由来する。
これを題材とする作品に三島由紀夫の四部作『豊饒の海第二巻「奔馬」』がある。

## 乗り物
1937年（昭和12年）4月に東京からロンドンまでの100時間を切る世界記録飛行に成功した朝日新聞社の航空機は神風号と称し、その乗務員が帰国して前述した伊勢神宮に参拝する事になったため、同年5月24日に現在の近畿日本鉄道（近鉄）の母系会社である大阪電気軌道（大軌）とその子会社の参宮急行電鉄（参急）は、大阪の上本町駅（現・大阪上本町駅）から伊勢神宮外宮の最寄駅である宇治山田駅まで臨時の記念特急電車を運行し、その特急電車も「神風号」と名づけられた。
「神風」はその翌日から同社の定期特急列車の名前に採用され、1938年（昭和13年）ごろまで大軌の看板列車として走り続けた。なお、航空機の方の「神風」に基づいたクラシック音楽で、神戸出身の作曲家大澤壽人による「ピアノ協奏曲第3番《神風》」というものがある。
船の名前としても用いられた。日本海軍の駆逐艦には、初代「神風型」と、二代目「神風型」がいる。また、戦後も海上保安庁のちよかぜ型巡視艇の一隻に「かみかぜ」の名が与えられている。
また、国内で設計された航空機用エンジンとしては、初めて量産化に成功したエンジンは「神風」と名付けられ、小型軽患者輸送機などに搭載された。

## 第二次世界大戦での神風特別攻撃隊

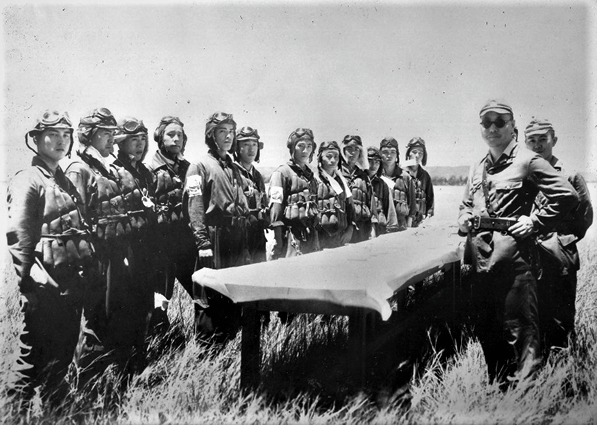
出撃直前の大日本帝国海軍神風特別攻撃隊「第三龍虎隊」の特攻隊員

「神風」は、日本のその後の思想に大きな影響を与えた。特別攻撃隊の神風（Kamikaze）は、元寇を追い払った神風と同様に、連合国を討つということに由来する。この神風特別攻撃隊の事例は、世界的に有名となった。
神風特別攻撃隊は、アメリカ海軍を主力とする連合国海軍に多大な損害を与え、戦局にも相応の影響を及ぼし、連合軍の進撃の鈍化や、日本本土空襲における大都市への無差別爆撃の一時的な緩和などにも繋がった。その絶大な効果から、アメリカ大統領フランクリン・ルーズベルトがイギリス首相ウィンストン・チャーチルに対して、神風特別攻撃隊による連合軍艦隊の大損害によって戦争の早期終結は困難だという懸念を示したり、完全な対策は不可能だと知ったアメリカ軍指導部に、日本本土進攻作戦「ダウンフォール作戦」の発動を躊躇させた。戦後になって、進駐してきた米国戦略爆撃調査団が徹底的な調査を行った結果、「日本軍がより強力で集中的なカミカゼ攻撃を維持できていれば、アメリカ軍は撤退するか、戦略計画の修正を余儀なくされたかも知れない」「日本人によって開発された唯一の、もっとも効果的な航空兵器」と評されている。
一方で日本国内では戦後になって、敗戦による国民意識の劇的な変化により、軍が組織的に兵士（国民）に自爆攻撃を強いたことに対する批判がなされ、特攻に対する印象もネガティブなものとなり、スピード違反の無法な運転をするタクシーやトラックが「神風タクシー」や「神風トラック」と呼ばれたり、特攻隊員とは関係のない無法者が、特攻隊員の軍装をし元特攻隊員と偽り犯罪を起こして、「特攻くずれ」などと呼ばれて、新聞等でも激しくバッシングされることとなり、特攻隊員の印象の悪化させることにもなった。しかし、近年になって、特攻隊を描いた汐見夏衛原作の小説「あの花が咲く丘で、君とまた出会えたら。」とその映画がヒットしたり、2025年の第27回参議院議員通常選挙で参政党が選挙ポスターに特攻隊員を登場させて躍進するなど、特攻隊員に対する日本国民の意識にも変化が見られる。
また、その衝撃の大きさから、近年に至って海外においても、自爆攻撃が「カミカゼアタック」と呼ばれていたり、徘徊型兵器はその特性からカミカゼUAVなどと表現されている。

## 比喩として
元寇の時の故事に由来して、思いがけない幸運に恵まれることについて「神風が吹く」という表現が使われる。
また、神風特攻隊に由来して、身の危険を省みない攻撃に対する比喩としても用いられる。アメリカ同時多発テロ事件の頃から、アルカーイダによる自爆テロに対しKamikazeという形容語が各種マスコミ（欧米、及びアラブ寄りのマスコミ）によって用いられた。外来語が原義と異なる意味になる例として、英語のkamikazeと日本語の神風の意味にずれが生じるのは外来語取り入れの過程で他にも起きることである。また日本でも戦後、乱暴な運転を行うタクシーを「神風タクシー」と呼んだ例がある。カクテルのカミカゼは味の切れの鋭さを例えた命名である。
ドラゴンクエストシリーズで自爆する呪文『メガンテ』は海外版で『Kamikazee』と訳されている。

## 海外の類例
古代ギリシアの歴史家・ヘロドトスの『歴史』によれば、紀元前492年アケメネス朝ペルシア帝国の海軍が、ギリシア本土に侵攻しようとした際、アトス半島で「神風」にあって艦船が大破、ペルシャ軍は戦わずして潰走したとされている。
ギリシア神話に基づけば、この風は冬にギリシアの北方から冷たい風をもたらすボレアス（Boreas）という神が呼び起こしたもので、時には恐ろしい破壊をもたらしたという。
ボレアスがアテナイの王女オレイテュイアを略奪する神話は、芸術作品の素材としてもよく知られており、アテナイの人々はボレアスを親類としていた。
なお、イソップ物語に登場する『北風と太陽』は本来ボレアスと太陽神アポロンのやりとりであったと言われている。